# CD Nacional
CD Nacional este un club de fotbal din Funchal, Portugalia, care evoluează în Primeira Liga.